# Ray Mordt
Pas d'image ? Cliquez ici

a Compétitions nationales et continentales officielles uniquement.

b Matchs officiels uniquement.
Raymond Herman Mordt dit Ray Mordt, né le 15 février 1957 au Cap, est un joueur sud-africain de rugby à XV, qui joue avec l'équipe d'Afrique du Sud. Il évolue au poste d'ailier. Il termine sa carrière en jouant en rugby à XIII avec le club anglais de Wigan Warriors.

## Biographie
Ray Mordt débute le 26 avril 1980 sous le maillot des Springboks contre l'Amérique du Sud. Puis il rencontre cette année-là les Lions lors de la tournée remportée trois victoires à une par les Sud-Africains. En 1981, il participe à la tristement célèbre tournée des Springboks en 1981 en Nouvelle-Zélande. Lors de celle-ci, il devient le deuxième joueur à inscrire trois essais ou plus contre les All Blacks après l'Australien Greg Cornelsen. Il connaît sa dernière cape le 27 octobre 1984 contre l'Amérique du Sud. En parallèle, il joue la Currie Cup avec la province de Rhodésie en 1980, puis le Transvaal de 1981 à 1982 et enfin le Northern Transvaal en 1984.
En 1986, il rejoint l'Angleterre pour jouer au rugby à XIII en Rugby Football League Championship avec le club de Wigan. Il fait partie de l'équipe qui remporte le championnat lors de la saison 1986-1987.

## Statistiques en équipe nationale
Ray Mordt obtient 18 capes avec l'Afrique du Sud, toutes en tant que titulaire, entre le 26 avril 1980 contre l'équipe des Jaguars d'Amérique du Sud à Johannesbourg et le 27 octobre 1984 contre ces mêmes Jaguars au Cap. Il inscrit 48 points, douze essais.